# Fond Bassin Bleu
Fond Bassin Bleu är en ort i Haiti.   Den ligger i departementet Nord-Ouest, i den norra delen av landet, 150 km norr om huvudstaden Port-au-Prince. Fond Bassin Bleu ligger 141 meter över havet och antalet invånare är 1 184.
Terrängen runt Fond Bassin Bleu är kuperad. Runt Fond Bassin Bleu är det tätbefolkat, med 266 invånare per kvadratkilometer. Närmaste större samhälle är Port-de-Paix, 15,8 km norr om Fond Bassin Bleu. Omgivningarna runt Fond Bassin Bleu är en mosaik av jordbruksmark och naturlig växtlighet.